# Ronaldo Gazolla
Ronaldo Luiz Gazolla OMM (Minas Gerais, 1935 — Rio de Janeiro, 15 de agosto de 2002) foi um médico brasileiro. Pela cidade do Rio de Janeiro, foi secretário de Saúde durante os mandatos de Marcello Alencar, Cesar Maia e Luiz Paulo Conde.
Ronaldo foi secretário municipal de saúde do Rio de Janeiro durante toda a década de 1990, de 1991 até 2001, durante os governos de Marcello Alencar, Cesar Maia e Luiz Paulo Conde. Seu trabalho de incentivo ao aleitamento materno foi premiado pela Unicef. Também é reconhecido pela criação do serviço de assistência domiciliar a pessoas com HIV.
Em 1998, Gazolla foi admitido pelo presidente Fernando Henrique Cardoso na Ordem do Mérito Militar no grau de Oficial especial.
Ronaldo morreu na capital fluminense, em 15 de agosto de 2002, aos 68 anos, devido a uma insuficiência hepática. Era casado com a também médica, Helena Mussi Gazolla.